# Muiredach mac Ruadrach
Muiredach mac Ruadrach (mort en 829) est un roi de Leinster du sept Uí Fáeláin issu des Uí Dúnlainge une lignée des Laigin. TCe sept avait sa résidence royale à Naas dans la partie est de la plaine de la Liffey, « Airthir Liphi ». Il est le fils de  Ruaidrí mac Fáeláin (mort en 785), un précédent souverain. Il règne de 805 à 806 puis de nouveau de 808 à 829.

## Contexte
En 805 le roi de Leinster, Finsnechta Cethardec mac Cellaig (mort en 808) du sept Uí Dúnchada est déposé par l'Ard ri Erenn Áed Oirdnide mac Neill (mort en 819) du Cenél nEógain qui installe Muiredach mac Ruadrach, collégialement comme roi, avec Muiredach mac Brain du sept Uí Muiredaig Finsnechta trouve refuge auprès de Muirgius mac Tommaltaig (mort en 815), le roi de Connacht qui l'aide à reprendre son trône en 806. Selon le  Livre de Leinster, Finsnechta retrouve son trône après avoir défait les deux fils de Ruaidrí - probablement Muiredach et son frère Diarmait.

## Règne
Après la mort de Finsnechta, les deux Muiredach redeviennent les souverains incontestés. À la suite de la mort de Muiredach mac Brain en 818, Muiredach demeure le seul roi. L'année de la mort de son co-régent, les annales notent que l'Ard ri Áed Oirdnide après avoir rassemblé ses forces à  Dún Cuair à la frontière du Leinster tente de diviser de nouveau la province entre ses partisans les petits-fils de Bran. On ignore de quels petits-fils il s'agit car les candidats connus à ce titre étaient encore trop jeunes à cette époque. En 818 les Laigin sont responsables du meurtre du prieur de Cell Mór Enir (Kilmore, près d'Armagh) L'année suivante en 819, Áed Oirdnide ravage encore le Leinster par vengeance allant dévaster Cualu près de Glendalough.
En 820 les armées du Laigin accompagnent le nouvel Ard Ri, Conchobar mac Donnchada (mort en 833) du Clan Cholmáin lors d'une campagne
contre son rival, Murchad mac Máele Dúin du Cenél nEógain mais il n'y a pas de combat. Plus tard en 827, on trouve encore Muiredach impliqué dans des désordres lors de la foire de Colmán où il doit attaquer le Laigin Desgabair ou Uí Cheinnselaigh du sud Leinster.
Son frère, Diarmait (mort en 832) lui succède à la tête du sept Uí Fáeláin et est qualifié de « roi d' Airthir Liphe » (est de la Liffey) dans les annales. Le fils de Diarmait, Muirecán mac Diarmato (mort en 863) sera roi de Leinster

## Sources primaires
- Livre de Leinster, Rig Laigin et Rig Hua Cendselaig sur CELT: Corpus of Electronic Texts at University College Cork
- Annales d'Ulster sur CELT: Corpus of Electronic Texts at University College Cork
- Annales de Tigernach sur CELT: Corpus of Electronic Texts at University College Cork

## Sources secondaires
- (en) T.W Moody, F.X. Martin, F.J. Byrne, A New History of Ireland IX Maps, Genealogies, Lists. A companion to Irish History part II, Oxford, Oxford University Press, 2011, 690 p. (ISBN 978-0-19-959306-4), p. 134 & 200 Kings of Leinster to 1171
- (en) Francis John Byrne, Irish Kings and High-Kings, Dublin, Four Courts Press, 2001, 341 p. (ISBN 978-1-85182-196-9)
- (en) T.M. Charles-Edwards, Early Christian Ireland, Cambridge, Cambridge University Press, 2000, 707 p. (ISBN 0-521-36395-0, lire en ligne)